# Institut de théologie Saint-Jean-Damascène
L'Institut de théologie Saint-Jean-Damascène (en arabe : معهد القديس يوحنا الدمشقي اللاهوتي ; en anglais : St. John of Damascus Institute of Theology) est un séminaire orthodoxe constituant une faculté de l'université de Balamand.
L’Institut est un centre de recherches et d’enseignement théologiques. Ses publications académiques visent à réhabiliter le patrimoine chrétien oriental et notamment le patrimoine grec, syriaque et arabe de l'Église orthodoxe d'Antioche.

## Histoire
En 1832, l'archimandrite Athanase Kasir de Damas fonda la première école de clérical au Balamand, sous les auspices du patriarche Méthode d'Antioche, et en réponse aux besoins de l'Église d'Antioche. Durant ses années d'ouverture, l'école enseignait l'arabe, la musique ecclésiastique, le grec, la théologie dogmatique et l'éthique pratique. Cependant, la fermeture de l'école ne tarda pas, en 1840.
L'école a rouvert après l'élection du patriarche Mélèce II d'Antioche. Le nouveau patriarche a chargé l'évêque Grégoire (Haddad) de Tripoli, qui a ensuite été élu patriarche, de le superviser. M. Ghattas Kandalaft a été nommé directeur. De nombreux enseignants, reconnus pour leur culture et leur piété, ont enseigné à l'école. Les plus importants d'entre eux étaient Jirjis Hammam, Najeeb Mishriq, Jirji Shaheen Atiyah et Dahir Khayrallah. Les matières enseignées pendant cette période sont l'arabe, le grec, le russe, le turc, les mathématiques, la géographie, l'histoire,  l'exégèse, l'homilétique, la musique ecclésiastique et la rhétorique.
L'école a été fermée à nouveau au début de la Première Guerre mondiale en 1914, mais a repris ses activités dans l'entre-deux-guerres, jusqu'à ce qu'elle soit rénovée à la suite de l'élection du patriarche Alexandre III d'Antioche. En 1962, le patriarche Théodose VI d'Antioche chargea l'évêque Ignace (Hazim) de Lattaquié d'administrer l'école. Le niveau d'éducation a été amélioré et les élèves, dont le nombre a doublé, sont admissibles au baccalauréat libanais, partie II.
Le 10 août 1966, le Saint-Synode de l'Église d'Antioche a décidé de poser la pierre angulaire de l'Institut. Cela a été fait par le patriarche Théodose VI d'Antioche le 15 août. Le métropolite Philippe s'est engagé à exécuter la volonté de son prédécesseur et à achever la construction de l'Institut. Après l'élection du patriarche Élie IV d'Antioche, le conseil d'administration était composé des membres suivants: métropolite Élie (Qurban) de Tripoli, métropolite Ignace (Hazim) de Lattaquié, métropolite Georges (Khodr) de Byblos et Botrys, Munir Berbari, Kamal Rafqa, Anis Shubat, Karim Azkoul, Raymond Ghusn, Lutfallah Milki, Costy Bendaly, Ghassan Tueini, Constantine Zurayq, Munir Atiyah, Albert Lahham et Adib Nassur.
L'Institut a été créé en 1970 sous la direction du métropolite Ignace (Hazim) de Lattaquié. Le 7 octobre 1971, il a été officiellement inauguré par le patriarche Élie IV d'Antioche en présence de Soleimane Frangié, président du Liban, de membres du Saint-Synode, de responsables gouvernementaux et d'un grand nombre de fidèles orthodoxes. Au cours de l'année universitaire 1972-1973, le doyen de l'Institut était l'archimandrite Pantéleimon (Rodopoulos), professeur de droit canonique à l'université Aristote de Thessalonique, en Grèce. Un début pour les premiers diplômés de l'Institut a eu lieu le jour de la fête du saint patron de l'Institut en 1974.
Le 26 février 1975, le président de la République libanaise a publié le décret № 9764 octroyant au Patriarcat grec-orthodoxe d'Antioche et de tout l'Orient une licence en vue de la création d'un institut d'enseignement supérieur en théologie orthodoxe à Balamand. Cependant, le déclenchement de la guerre du Liban a contraint l'administration à transférer ses étudiants à Thessalonique pour qu'ils aillent au bout de leurs études.
En 1978, une Commission synodale est nommée pour superviser l'Institut. Il se compose des métropolites Élie (Qurban) de Tripoli, Alexis (Abdoulkarim) de Homs et Georges (Khodr) de Byblos et Botrys. Le diacre Michel Kyriacos a été nommé directeur. En 1980, Fr. Michel Najm est devenu doyen de l'Institut. Le 8 mars 1984, lors de la réunion du Saint-Synode à L'Institut, une nouvelle Commission synodale est créée. Il était composé du métropolite Constantine (Papastephanou) de Bagdad, du métropolite Élie (Audeh) de Beyrouth et du métropolite Boulos (Bendaly) D'Akkar. En 1986, le métropolite Constantine (Papastephanou) prend sur lui l'administration de l'Institut. Au cours de l'année académique 1987-1988, L'Archimandrite Jean (Yazigi), est devenu doyen de l'Institut. Le 4 juin 1988, et en vertu du décret no. 4885 publié par le Président de la République Libanaise, L'Institut de théologie Saint-Jean de Damas devient l'une des trois facultés, qui constituent l'université de Balamand.